# 참여 관찰
참여 관찰은 질적 연구와 민족지학에 일반적으로 사용되는 실무 학자들이 사용하는 데이터 수집 방법의 한 유형이다. 이러한 유형의 방법론은 많은 분야, 특히 인류학(문화인류학과 유럽 민족학 포함), 사회학(문화와 문화 범죄학의 사회학 포함), 커뮤니케이션 연구, 인적 지리 및 사회 심리학에서 사용된다. 이것의 목적은 대개 오랜 기간 동안, 문화 환경에 있는 사람들과의 집중적인 참여를 통해 특정 그룹의 개인들과 그들의 관행에 대해 가깝고 친밀한 친밀한 친밀감을 얻는 것이다.
이 방법은 유럽과 미국의 과학 탐사 항해와 관련된 현장 연구에서 시작되었다. 1800년 동안 Joseph Marie와 같은 방법의 선구자 중 하나 인 De Gérando 남작은 이미 다음과 같이 단언했다. "인디언을 알아가는 첫 번째 방법은 그들 중 한 명이 되는 것이다. "그리고 그들의 언어를 배우면서 우리는 그들의 동료 시민이 될 것이다. "동료 시민이 되십시오. " 나중에, 이 방법은 Bronisław Malinowski와 그의 영국 학생들; 미국의 Franz Boas 학생들; 그리고 후에 도시 연구에서 시카고 사회학 학교의 학생들에 의해 대중화 될 것이다.
참가자 관찰은 19세기 후반에 Zuni 사람들에 대한 연구에서 Frank Hamilton Cushing 에 의해 광범위하게 사용되었다. 이는 20 세기 초에 Bronisław Malinowski (1929), EE Evans-Pritchard (1940), 및 Margaret Mead (1928)와 같은 사람들을 통한 비 서구 사회에 대한 연구에 의해 이어질 것이다.
이 관행은 인류 학자들의 민족지 학적 연구에 대한 주요 접근 방식으로 등장했으며, 집단의 사회 생활을 관찰하고 참여하는 것을 포함하는 문화에 대해 배우는 방법으로 지역 정보원과의 개인적 관계 구축에 의존했다. 연구자들은 그들이 연구 한 문화와 함께 생활함으로써 그들의 삶에 대한 직접적인 설명을 만들고 새로운 통찰력을 얻을 수 있었다. 이 동일한 연구 방법은 서구 사회 내의 그룹에도 적용되었으며 특히 강력한 정체성을 공유하는 하위 문화 또는 그룹의 연구에 성공했다. 참여를 통해서만 관찰자가 진정으로 스스로 공부하고 있는 그 삶에 접근 할 수 있었다. Grenville Goodwin Western Apache)에서 참여 관찰자로서 10년 동안 일한 사후 간행물은 그를 민족학 분야에서 저명한 인물로 자리 김했다.
1980년대 이후, 일부 인류 학자와 다른 사회 과학자들은 참가자 관찰이 다른 사람들의 마음에 대한 진정한 통찰력을 제공 할 수 있는 정도에 의문을 제기했다. 동시에 Glaser and Strauss (1967)에 의해 시작된 기초 이론으로 알려진 보다 공식화 된 질적 연구 프로그램이 미국 사회학 및 공중 보건과 같은 관련 분야에서 통용되기 시작했다. 이러한 도전에 대응하기 위해 일부 민족 학자들은 공식적인 가설 테스트 및 복제 가능성에 더 순응하도록 만들거나 보다 신중하게 고려 된 인식론 내에서 해석을 구성하는 방법을 개선했다.
따라서 연구 도구로서 참가자 관찰의 개발은 우연한 과정이 아니라 많은 자기 비판과 검토를 수반했다. 결과적으로 전문화되었다. 시각 인류학 은 참가자 관찰 방법의 하위 집합으로 볼 수 있다. 그 분야의 핵심 질문은 관찰자 효과와 같은 문제를 다루는 동안 카메라를 현장으로 가져가는 방법과 관련이 있기 때문이다. 필드 입력 문제는 별도의 하위 필드로 발전했다. 관찰 관점에서 인간 행동의 다면적 영역에 접근하는 방법에 대한 Clifford Geertz의 유명한 에세이는 문화 해석에서 집에서 멀리 떨어진 문화적 맥락에서 인식되는 인간 윙크의 간단한 예를 사용한다.

## 방법 및 실행
이러한 연구에는 비공식적 인터뷰, 직접 관찰, 그룹 생활 참여 , 집단 토론, 그룹 내에서 생성 된 개인 문서 분석, 자기 분석, 수행 또는 온라인 활동의 결과 및 생활 이력 등 다양하지만 잘 정의 된 다양한 방법이 포함된다. 이 방법은 일반적으로 정성적연구로 특성화되지만 정량적 차원을 포함 할 수 있다(종종 포함). 전통적인 참가자 관찰은 일반적으로 수개월에서 수년, 심지어 세대에 걸쳐 장기간에 걸쳐 수행된다. 연구 기간이 길다는 것은 연구자가 연구중인 개인, 지역 사회 및 또는 인구에 대해보다 상세하고 정확한 정보를 얻을 수 있음을 의미한다. 관찰 가능한 세부 사항 (예 : 일일 시간 할당) 및 더 숨겨진 세부 사항 (예 : 금기 행위)은 더 오랜 기간 동안 더 쉽게 관찰되고 해석된다. 장기간에 걸친 관찰과 상호 작용의 강점은 연구자들이 참가자들이 말하고 종종 일어날 것이라고 믿고있는 것 ( 공식 시스템 )과 실제로 일어나는 것 사이 또는 공식 시스템의 다른 측면들 사이의 불일치를 발견 할 수 있다는 것이다. 대조적으로, 일련의 질문에 대한 사람들의 답변에 대한 일회성 설문 조사는 매우 일관적일 수 있지만 사회 시스템의 다른 측면 또는 의식적 표현과 행동 간의 갈등을 보여줄 가능성이 적다.

### Howell의 참여 관찰 단계
참여 관찰에서 연구자의 학문 분야에 기반한 관심과 헌신은 연구 조사에 중요하고 관련성이 있다고 생각하는 이벤트를 형성한다. Howell (1972)에 따르면, 대부분의 참여 관찰 연구의 네 단계는 친밀감을 형성하거나 사람들을 알아 가고, 현장에 몰입하고, 데이터와 관찰을 기록하고, 수집 된 정보를 통합하는 것이다.
단계는 다음과 같다. :392–403
- 관계 구축 : 회원들에 대해 알아보고 공부하기 전에 현장을 방문하십시오. Howell[12] 은 양질의 데이터를 얻으려면 친구가되거나 적어도 커뮤니티에서 인정받는 것이 중요하다고 말한다.
- 현장에서 (현지인처럼) : 연구자가 지역 사회의 일원으로 받아 들여지기 위해 인구와 연결하거나 연결을 보여주는 것이 중요하다. DeWalt & DeWalt (2011)[13] :392–396 은 이러한 형태의 교감 형성을“말하기”와“걷기”라고 부른다. 또한 Howell에 의해 언급 된 DeWalt & DeWalt는 연구원이 언어와 참여의 조절을 통해 연구 인구에 맞추기 위해 노력해야한다고 말한다.[9] 이것은 연구원이 자신이 경험하는 관찰 가능한 사건의 품질과 현장과 얼마나 잘 조화를 이루는 지에 대한 단계를 설정한다.
- 관찰 및 데이터 기록 : 현장 노트 및 인터뷰와 함께 연구자들은 반사성 저널을 통해 연구 주제에 대한 개인적인 생각과 감정을 기록하도록 권장된다. 연구자들은 자신의 경험, 민족성, 인종, 성별, 성별, 성적 지향 및 기타 요인이 연구에 어떤 영향을 미칠 수 있는지 생각해 보도록 촉구한다.이 경우 연구자는 기록하고 관찰하기로 결정한다.[14] 연구원은 이러한 편견을 인식하고 데이터 수집 과정에 주관성을 가져 오지 않는다는 오해 없이 연구에 참여 해야 한다.[15]
- 데이터 분석 :
  - 주제 분석 : 인터뷰 또는 기타 유형의 정성적 데이터 수집에서 발견되는 반복되는 주제에 따라 데이터를 구성한다.
  - <b id="mwgQ">내러티브 분석</b> : 인터뷰를 통해 수집 된 정보를 분류하고 공통 주제를 찾고 데이터에서 일관된 스토리를 구성한다.

### 참여 관찰의 유형
참여 관찰은 단순히 사이트에 나타나서 내용을 적는 것이 아니다. 반대로 참여 관찰은 많은 구성 요소를 포함하는 복잡한 방법이다. 연구자나 개인이 데이터 수집을 위해 참여 관찰을 수행하기로 결정한 후 가장 먼저 해야 하는 일 중 하나는 어떤 종류의 참여 관찰자가 될 것인지 결정하는 것이다. Spradley (1980)는 아래에 요약 된 다섯 가지 유형의 참여 관찰을 제공한다.
| 유형          | 참여 수준                                                                                          | 한계 |
| ------------- | -------------------------------------------------------------------------------------------------- | --- |
| 비 참여       | 인구 또는 연구 분야와의 접촉 없음                                                                  | 새로운 정보가 나오면 관계를 구축하거나 질문 할 수 없다.                                                                                               |
| 수동적 참여   | 연구원은 방관자 역할 만                                                                            | 관계를 확립하고 현장에 몰입하는 능력을 제한한다. |
| 적당한 참여   | 연구원은 "내부자"와 "외부 자"역할 사이의 균형을 유지한다.                                          | 이것은 객관성을 유지하기 위해 참여와 필요한 분리의 좋은 조합을 허용한다.                                                                              |
| 적극적인 참여 | 연구원은 완전한 이해를 위해 기술과 관습을 완전히 포용하여 그룹의 일원이된다.                       | 이 방법을 사용하면 연구원이 인구에 더 많이 참여할 수 있다. 연구원이 연구 대상 인구에 대한 심층적 인 이해를 위해 노력함에 따라 "토착화"될 위험이 있다. |
| 완전한 참여   | 연구원은 사전에 연구 모집단에 완전히 통합되어 있다(즉, 이미 연구 대상인 특정 모집단의 구성원이다). | 모든 수준의 객관성을 잃을 위험이 있으며, 따라서 무엇이 분석되고 있는지 대중들에게 들킬 수 있는 위험이 있다.                                           |

모든 참여 관찰에 대한 제한
- 사람들 또는 사건 그룹에 대해 기록 된 관찰은 결코 완전한 설명이 될 수 없다.[17][18][19]
- 앞서 언급했듯이 이것은 모든 유형의 기록 가능한 데이터 프로세스의 선택적 특성 때문이다. 이는 관련성이 있고 중요한 것에 대한 연구원의 개인적인 신념에 필연적으로 영향을받는다.
- 이것은 수집 된 데이터의 분석에서도 나타난다. 연구원의 세계관은 데이터를 해석하고 평가하는 방법에 변함없이 영향을 미친다.[9][16]
- 연구자는 참가자가 무엇인지 정확하게 포착하지 못하거나 참가자의 말의 의미를 오해하여 참가자의 인식에 대해 부정확한 일반화를 그릴 수 있다.[20]

#### 연구원 참여의 영향
현장에서 연구원의 존재는 참가자의 행동에 영향을 미칠 수 있으며, 참가자가 관찰자가 없는 경우와 다르게 행동하게 할 수 있다 (참조 : 관찰자-기대 효과 ). 이러한 유형의 정 성적 연구 방법에 참여하는 연구원은 참가자가 연구자가 연구하고 있다고 생각하는 것과 다르게 행동하거나 외관을 올릴 수 있음을 인식 해야 한다. 이것이 정 성적 연구에서 엄격함을 사용하는 것이 중요한 이유이다. 사용하기에 유용한 엄격한 방법은 부재 확인 또는 삼각 측량이다.
Richard Fenno 에 따르면 참가자 관찰의 한 가지 문제는 "토착화"의 위험이며, 이는 연구자가 참가자의 세계에 너무 몰입하여 연구자가 학문적 객관성을 잃는다는 것을 의미한다. Fenno는 또한 연구자가 참가자와의 관계를 유지하기 위해 참가자를 비판하는 능력과 의지를 잃을 수 있다고 경고한다.
참가자 관찰을 통해 데이터를 수집하는 동안 조사자 삼각 측량은 한 연구원이 의미 있는 경험을 관찰하고 기록하는 방식에서 자신의 편견이나 개인적 선호도를 허용하지 않도록 하는 방법이 될 것이다. 이름에서 알 수 있듯이 조사자 삼각 측량은 동일한 이벤트에 대한 데이터를 수집하는 여러 연구 팀 구성원을 포함 하지만 이 방법은 각 연구 팀 구성원의 다양한 이론적 관점으로 인해 다양한 기록 된 관찰을 보장한다. 다시말해 데이터든, 조사자든, 이론이든, 방법론적 삼각 측정은 정보를 교차 확인하는 한 형태이다.
구성원 확인은 연구원이 기록 된 관찰에 대한 참가자 피드백을 요청하여 연구원이 참가자의 경험과 데이터에서 도출 된 결론의 정확성을 정확하게 묘사하고 있는지 확인하는 것이다. 이 방법은 참가자 관찰 연구 또는 인터뷰를 수행할 때 사용할 수 있다. 구성원 확인 및 삼각 측량 은 참가자 관찰 또는 다른 형태의 정 성적 연구를 수행할 때 사용하는 좋은 방법이다. 데이터와 연구 결론의 신뢰성 및 이전 가능성을 높이기 때문이다. 정량적 연구에서 신뢰성은 내부 타당성, 또는 우리의 발견이 현실을 대표한다는 지식에 비유되고, 전달성은 외부 타당성 또는 연구 결과가 다양한 모집단, 방법 및 환경에서 일반화될 수 있는 정도와 유사하다.
참여 관찰의 변형은 참여자를 관찰하는 것이다. 마렉 M. 카민스키 에 의해 제시된 방법으로 그는 1985년 공산주의 폴란드에서 정치범으로 감옥 하위문화를 탐구하였다., "관찰"또는 "관찰력있는" 참여는 게이, 양성애자, 또는 트랜스젠더, 레즈비언 뿐만 아니라 성 소수자 하위문화에서의 현장 작업을 묘사하기 위해 사용되어 왔다. 또한 정치 운동가들 사이와 항의 행사에서도 사용되어왔다. 다른 표현은 그들이 조사하고있는 커뮤니티 / 서브 컬쳐의 부분적 또는 전체 구성원이 커뮤니티에 대한 다른 종류의 접근을 허용하고 완전한 외부인과는 다른 방식으로 인식을 형성하는 방식을 강조 하기 위한 것이다. 이것은 라일라 아부-루그호드와 같은 인류학자들이 "반쪽 인류학"에 대해 고려하거나, 그들이 부분적으로 속하는 문화에 대한 양국 인류학자들의 현장 연구와 유사하다.

## 윤리적 우려
인간 피험자를 다루는 모든 형태의 연구와 마찬가지로 연구원은 연구 피험자를 수행하는 사람들이 윤리적 경계를 넘지 않도록 해야 한다. 연구자는 연구 시작 전에 명확하게 경계를 설정 해야 하며 문제가 윤리적 행동 범위를 넘어서는 경우 지침을 마련해야 한다. 문제 중 하나는 연구원이 불법 활동이 발생할 수 있는 인구를 연구하거나 미성년자와 함께 일할 때이다. 참가자 관찰에서 가장 두드러진 윤리적 우려는 사전 동의 및 자발적 참여이다. 연구 그룹의 모든 개인으로부터 사전 동의를 얻거나 리더로부터 참가자 관찰에 대한 사전 동의를 얻거나 구성원의 태도에 영향을 미칠까 두려워 자신의 진정한 목적을 누구에게도 알리지 않기로 결정하는 문제가 있다. 따라서 이는 기록 된 관찰을 왜곡한다.
결정은 연구의 성격과 상황의 비용-편익 비율에 대한 연구원 자신의 개인적인 생각을 기반으로 한다. 참여 관찰은 또한 연구자가 관찰하고 기록하는 이벤트에 자발적으로 참여하는 문제를 제기한다. 회원들이 연구에 참여하기를 원하지 않고 자신과 관련하여 수집 된 모든 데이터를 삭제하도록 요청하는 경우가 있을 수 있다. 이 경우 연구원은 어떤 식 으로든 회원을 식별 할 수 있는 정보를 포기할 의무가 있다. 무엇보다도 연구 참가자가 연구로 인해 직간접 적으로 어떤 악영향을받지 않고, 참가자에게 연구 대상으로서의 권리를 알리고 그룹이 연구 대상으로 정당하게 선택되었음을 알리는 것은 연구자의 책임이다.
AAA ( American Anthropological Association )와 ASA (American Sociological Association )는 모두 연구 행동 강령에 관한 포괄적 인 성명을 발표했다. AAA는이 관행을 안내하기 위해 윤리 강령을 개발했다.

## 추가로 볼것
- 임상 민족 지학
- 창의적인 참여
- 교육 심리학
- 민족 식물학
- 몰입 저널리즘
- 자연 주의적 관찰
- 참여 행동 연구
- 사람 중심 민족 지학
- 학자-실무자 모델
- 질적 연구
- 눈에 거슬리지 않는 조치

## 같이 보기
- 교육심리학
- 민족식물학
- 질적 연구

## 참고 문헌
1. ↑  Degérando, Joseph-Marie (2013) [1800]. 《Considérations sur les diverses méthodes à suivre dans l'observation des peuples sauvages》 (프랑스어). National Library of France and Société des observateurs de l'homme.
2. ↑  Malinowski, Bronisław. 1929. The Sexual Life of Savages in North-Western Melanesia. New York: Halcyon House.
3. ↑  Evans-Pritchard, E. E. 1940. The Nuer: A Description of the Modes of Livelihood and Political Institutions of a Nilotic People. Oxford: Clarendon Press.
4. ↑  Mead, Margaret. 1928. Coming of age in Samoa: A Psychological Study of Primitive Youth for Western Civilisation. New York: William Morrow & Co.
5. ↑  Spicer, Edward H. 1961. "Grenville Goodwin." Arizona and the West 3(3):201–4.
6. 1 2  Geertz, Clifford. 1984. "From the Native’s Point of View: On the Nature of Anthropological Understanding." Pp. 123–36 in Culture Theory: Essays on Mind, Self, and Emotion, edited by R. A. Shweder and R. LeVine. New York: Cambridge University Press.
7. ↑  Rosaldo, Renato. 1986. "From the Door of His Tent: The Fieldworker and the Inquisitor." Writing Culture: The Poetics and Politics of Ethnography, edited by J. Clifford and G. E. Marcus. Berkeley, Calif.: University of California Press.
8. ↑  Glaser, Barney G., and Anselm L. Strauss. 1967. The Discovery of Grounded Theory: Strategies for Qualitative Research. Chicago: Aldine Press.
9. 1 2 3 4 5 6  DeWalt, K. M., B. R. DeWalt, and C. B. Wayland. 1998. "Participant Observation." Pp. 259–99 in Handbook of Methods in Cultural Anthropology, edited by H. R. Bernard. Walnut Creek, Calif.: AltaMira Press.
10. ↑  Collier, John, and Malcolm Collier. 1986. Visual Anthropology: Photography as a Research Method.
11. ↑  Emerson, R. M., Fretz, R. I., & Shaw, L. L. (2001). "Participant Observation and Fieldnotes." In Paul Atkinson, Amanda Coffey, Sara Delamont, John Lofland, & Lyn Lofland (Eds.), Handbook of Ethnography. pp: 356-357. Thousand Oaks, CA: Sage Publications.
12. 1 2 3  Howell, Joseph T. (1972). 《Hard Living on Clay Street: Portraits of Blue Collar Families》. Prospect Heights, IL: Waveland Press, Inc. ISBN 0881335266.
13. ↑  DeWalt, DeWalt, K.M, B.R. (2011). 《Participant Observation》. Walnut Creek, CA: AltaMira Press. 47–61쪽.
14. ↑  Ambert, A.; Adler, P. A.; Adler, P.; Detzner, D. F. (1995). “Understanding and evaluating qualitative research”. 《Journal of Marriage and the Family》 (57): 879–93.
15. ↑  Richardson, L. 2000. "Writing: A Method of Inquiry." Handbook of Qualitative Research (2nd ed.), edited by N. Denzin & Y. Lincoln. Thousand Oaks: Sage Publications.
16. 1 2 3  Spradley, James P. (1980). 《Participant Observation》. Orlando, Florida: Harcourt College Publishers. 58–62쪽. ISBN 0-03-044501-9.
17. 1 2 3 4  Schwartz, M. S.; Green, C. Schwartz (1955). “Problems in participant observation”. 《American Journal of Sociology》 60 (4). doi:10.1086/221566.
18. ↑  Peshkin, A. (1993). “The goodness of qualitative research”. 《Educational Researcher》 22 (2): 23–9. doi:10.3102/0013189x022002023.
19. ↑  Atkinson, Paul; Hammersley, Martyn (1994). “Ethnography and participant observation”. 《Handbook of Qualitative Research》: 248–61.
20. 1 2 3  Fenno, Richard F. (1978). 《Home Style: House Members in Their Districts》. Little, Brown & Co. 274-5, 277, 286쪽.
21. ↑  Douglas, Jack D., and John M. Johnson, (eds.). 1977. Existential Sociology. New York: Cambridge University Press. ISBN 9780521215152. Retrieved via Google Books.
22. 1 2  Douglas, Jack D. (1976). 《Investigative Social Research》. Beverly Hills, Calif.: SAGE publications.
23. ↑  Banister, Peter, Geoff Bunn, and Erica Burman. 2011. Qualitative Methods In Psychology: A Research Guide. Philadelphia: Open University Press. Pp. 1–16.
24. ↑  Bolton, Ralph. 1995. "Tricks, Friends and Lovers: Erotic Encounters in the Field." Pp. 140–67 in Taboo, edited by D. Kulick and M. Wilson. London: Routledge.
25. ↑  Sullivan, S. (2004). 2004. "We are heartbroken and furious! (#2) Violence and the (anti-)globalisation movement(s)." Centre for the Study of Globalisation and Regionalisation [CSGR working paper no. 133/04]. University of Warwick.
26. ↑  Abu‐Lughod, Lila. 1988. "Fieldwork of a Dutiful Daughter." Arab Women in the Field: Studying Your Own Society, edited by S. Altorki and C. Fawzi El-Solh. Syracuse, NY: Syracuse University Press.
27. ↑  Office for Human Research Protections. 2016. "The Belmont Report." Office for Human Research Protections [Form approved OMB# 0990-0379 Exp. Date 9/30/2020]. U.S. Department of Health and Human Services.
28. ↑  "Ethics Resources—Participate & Advocate." American Anthropological Association. Retrieved 2019-03-16.